# Сарнов, Бенедикт Михайлович
Бенеди́кт Миха́йлович Сарно́в (4 января 1927, Москва — 20 апреля 2014, там же) — русский писатель, литературовед и прозаик, литературный критик.

## Биография
Родился 4 января 1927 года в Москве в еврейской семье. Родители — Михаил Владимирович (Моисей Вольфович) Сарнов (1892—1960), родом из Златополя, скрипач (впоследствии настройщик), и Мария Филипповна (Мариам Фишелевна) Сарнова (1898—1994), зубной врач.
Начал печататься в 1948 году. Окончил Литературный институт (1951).
Работал в журнале «Пионер», «Литературной газете». Совместно с Лазарем Лазаревым и Станиславом Рассадиным стал автором пародий, печатавшихся в «Литературной газете» (часть из них была издана в 1966 году в виде сборника «Липовые аллеи»).
В 1970-х годах совместно с Рассадиным был автором популярных детских литературоведческих радиопередач «В стране литературных героев». В 1989 году вёл в журнале «Огонёк» рубрику «Русская проза. Двадцатый век. Из запасников». С 1960 года был членом Союза писателей СССР.
В 1992—1996 годах — секретарь Союза писателей Москвы, член редколлегии журналов «Русская виза» и «Вопросы литературы». С 1997 года входил в комиссию по Государственным премиям при Президенте РФ. Действительный член Академии русской современной словесности (АРСС) (1997). Постоянный автор журнала «Лехаим».
Автор и ведущий цикла документальных фильмов «Сталин и писатели» на телеканале «Культура» (производство телекомпании «ТОН»).
Бенедикт Сарнов вспоминал: «Я дебютировал в литературе книжкой о таком замечательном человеке и прекрасном писателе Алексее Ивановиче Пантелееве, мы были с ним знакомы, потом даже подружились, хотя он был гораздо старше меня. Он был очень честным не только в личном, но и в литературном плане, очень честный и щепетильный литератор. Он всегда старался писать скрупулёзную такую правду, проверенную, выверенную».
В 1962—1978 годах жил с семьёй в ЖСК «Советский писатель»: 2-я Аэропортовская улица, д. 16, корпус 3 (с 1969: Красноармейская улица, д. 23).
Скончался 20 апреля 2014 года в Москве на 88-м году жизни. Похоронен на Востряковском кладбище (участок 39), рядом с родителями.

## Семья
- Жена — Слава Петровна Ерёмко (1927—?), выпускница литературного факультета Московского государственного педагогического института[4].
  - Сын — Феликс Бенедиктович Сарнов (род. 1955), переводчик, писатель.

### Книги
- «Л. Пантелеев. Критико-биографический очерк». М., Детгиз, 1959.
- «Страна нашего детства» М., Детская литература,1965
- Трудная весна. М., Детская литература, 1962; 2-е изд. 1965
- «Рифмуется с правдой» М., Советский писатель, 1967
- «Самуил Маршак» (М., 1968)
- «Юра Красиков творит чудеса». Детская фантастическая повесть (1969)
- Рассказы о литературе. (В соавторстве со Ст. Рассадиным). М.: Детская литература, 1977.
- «Бремя таланта. Портреты и памфлеты» — М., Советский писатель, 1987
- По следам знакомых героев. — М., 1989
- «Заложник вечности: случай Мандельштама» — М., Книжная палата,1990.
- «Смотрите, кто пришёл. Новый человек на арене истории» М., Новости, 1992
- «Опрокинутая купель» (М., 1997)
- «Перестаньте удивляться!» М., Аграф, 1998; 2-е изд. — 2006.
- Последний творческий акт. — М., 2000.
- «Занимательное литературоведение, или Новые похождения знакомых героев» М., Текст, 2003
- «Наш советский новояз. Маленькая энциклопедия реального социализма» М., Материк, 2002; М., Эксмо, 2005. — ISBN 5-85646-059-6, ISBN 5-699-12416-0
- «Маяковский. Самоубийство» М, Эксмо, 2006
- «Случай Эренбурга» М., Текст, 2004.; М., Эксмо, 2006.
- Пришествие капитана Лебядкина. Случай Зощенко. — М.: Культура, 1993. — ISBN 5-699-12415-2, 978-5-699-12415-2
- Если бы Пушкин жил в наше время. — М., Аграф, 1998
- Каждому по его вере. — М., 2003
- Заложник вечности. Случай Мандельштама. — М., Аграф, 2005.
- Скуки не было. Первая книга воспоминаний. — М.: Аграф, 2004.
- Скуки не было. Вторая книга воспоминаний. — М.: Аграф, 2006.
- Пришествие капитана Лебядкина. — М., Эксмо, 2006
- Пушкин и мы. — М., 2006
- И где опустишь ты копыта. — М., 2007
- Кому улыбался Блок. — М.: Зебра, 2010.
- Сталин и писатели. В 4-х кн. — М.: Эксмо, 2008—2011.[12]
- Если бы Пушкин жил в наше время. — АСТ, 2011.
- Империя зла. — М., Новая газета, 2011
- Феномен Солженицына. — М.: Эксмо, 2012.
- Путеводитель по Маяковскому. — М., 2012
- Красные бокалы. — М., АСТ, 2013
- Заодно с гением. — М., 2014

### Статьи
- Какого роста был Маяковский // Огонёк, 1988

### Участие в фильмах
«Исаак Бабель. Роковой треугольник» (режиссер Виктор Кукушкин)  // Телеканал «Россия» (2006)

## Награды и премии
- Премии фонда «Литературная мысль» (1994, 1997).[8]
- Премия «Венец» за книгу «Сталин и писатели» (2010).[13]
- Орден Почета (9 января 2012) - за большие заслуги в развитии отечественной культуры и искусства, многолетнюю плодотворную деятельность[14]